# Cornelius de Wit
Cornelius de Wit MHM (* 21. Juli 1922 in Hilversum; † 8. März 2002) war ein niederländischer Ordensgeistlicher, Prälat von San Jose de Antique und Generaloberer der Mill-Hill-Missionare.

## Leben
Cornelius de Wit trat der Ordensgemeinschaft der Missionsgesellschaft vom hl. Joseph von Mill Hill bei und empfing am 14. Juli 1946 die Priesterweihe.
Papst Johannes XXIII. ernannte ihn am 12. April 1962 zum Prälaten von San Jose de Antique und Titularbischof von Amisus. Der Apostolische Nuntius auf den Philippinen, Erzbischof Salvatore Siino, spendete ihm am 19. Juni desselben Jahres die Bischofsweihe; Mitkonsekratoren waren Juan Nicolasora Nilmar, Weihbischof in Jaro, und Anthony Denis Galvin MHM, Apostolischer Vikar von Miri.
Er nahm an allen Sitzungsperioden des Zweiten Vatikanischen Konzils teil. Am 18. Februar 1978 verzichtete er im Zuge der neuen Vergaberichtlinien der römischen Kurie auf seinen Titularbischofssitz. Am 3. August 1982 wurde er zum Generaloberen der Missionsgesellschaft vom hl. Joseph von Mill Hill gewählt. Von Amt als Prälat von San Jose de Antique trat er am 9. August 1982 zurück. Am 22. Januar 1983 ernannte ihn Johannes Paul II. zum Titularbischof von Respecta.